# Убийство Салтанат Нукеновой
Убийство Салтанат Нукеновой (также Дело Бишимбаева) — уголовное дело и последующий судебный процесс, связанные с убийством бывшим министром экономики Казахстана Куандыком Бишимбаевым своей гражданской жены Салтанат Нукеновой. В деле также имеется второй обвиняемый — четвероюродный брат Бишимбаева Бахытжан Байжанов, которого обвиняют в сокрытии преступления.
По версии следствия, в ночь на 9 ноября 2023 года Бишимбаев избил жену в ресторане Астаны и оставил её мертвой на диване в VIP-кабине на 6—8 часов. Куандык своей вины не признал, утверждая, что жена в тот вечер распивала алкоголь и «спровоцировала» его «агрессией». Родственника экс-министра обвинили в сокрытии преступления и о недонесении о преступлении — Байжанов по приказу Бишимбаева удалил часть записей с камеры видеонаблюдения. Также, после вынесения приговора по делу, жительница Астаны Людмила Грачёва пыталась завладеть денежными средствами матери Бишимбаева (якобы для смягчения приговора), о чём было возбуждено связанное уголовное дело и вынесен обвинительный приговор.
Это дело стало первым судебным разбирательством по домашнему насилию в Казахстане, которое транслировалось в прямом эфире под наблюдением присяжных. Дело получило большой общественный резонанс и привлекло внимание к проблеме домашнего насилия не только в самом Казахстане, но и за его пределами, освещалось в том числе и иностранными журналистами, оно повлияло на пересмотр законодательства в отношении домашнего насилия в Казахстане. Также внимание к делу привлекла личность обвиняемого, который занимал важные государственные посты.

## Предпосылки

### Первое лишение свободы Бишимбаева
Главный обвиняемый по делу Куандык Бишимбаев — казахстанский госдеятель, с мая по декабрь 2016 года занимавший пост министра национальной экономики; его называют представителем политической элиты назарбаевской эпохи; он входил в состав управления ряда структур и фондов, был помощником президента Нурсултана Назарбаева.
10 января 2017 года Бишимбаев был задержан Национальным бюро по противодействию коррупции по подозрению в неоднократном получении взяток в особо крупном размере в группе лиц по предварительному сговору. 9 февраля 2018 года президент Казахстана Нурсултан Назарбаев сообщил, что ему жалко Бишимбаева, поскольку последнего обучали по «Болашаку», вкладывали надежду, тратили время и средства.
По итогам судебного дела, продолжавшегося до марта 2018 года, его приговорили к 10 годам лишения свободы за коррупцию. Бишимбаев должен был отбывать наказание в колонии строгого режима, однако осенью 2019 года он был освобождён из тюрьмы в Шымкенте и амнистирован указом Назарбаева, а срок заключения был сокращён с 10 до 4 лет.

### Брак Бишимбаева и Нукеновой
Вскоре после выхода Бишимбаева из заключения его вторая жена Назым Кахарман развелась с ним. В причинах она указала чрезмерную подозрительность, постоянные беспочвенные скандалы, излишнюю агрессию. «Когда он вышел, мы месяц прожили вместе. Человек вышел из тюрьмы с глубоким убеждением, что всегда прав».
Бишимбаев встретился с Нукеновой (1992 г. р.) в Астане в сентябре 2022 года. Несмотря на несколько отказов Салтанат, Бишимбаев продолжал навязчиво ухаживать, преследовать, при этом показывал себя только с лучшей стороны. 16 декабря 2022 года Бишимбаев сыграл свадьбу с Нукеновой, обряд прошёл в главной республиканской мечети в Астане, однако официально отношения не зарегистрировали (в результате чего к имаму мечети, проводившему обряд, было применено дисциплинарное взыскание) и они вместе проживали в незарегистрированном браке.

#### Начало побоев
В документе, зачитанном прокурором Айжан Аймагановой на суде, говорится, что Куандык запретил Салтанат разговаривать и встречаться с родственниками и друзьями, отслеживал все её телефонные звонки, текстовые сообщения и местонахождение, а также запретил ей заниматься деятельностью, приносящей денежный доход, нередко звонил в 2 или 3 часа ночи, писал сообщения с требованиями взять трубку.
Прокурор заявила, что её родственники были против этого брака и что Нукенова также согласилась переехать из Астаны в Алматы в надежде, что «смена места жительства и атмосферы изменит отношение к ней Бишимбаева».
В апреле 2023 года Бишимбаев узнал, что у родственников Нукеновой есть её фотография со следами сильных побоев на лице. Опасаясь шантажа в случае развода, он потребовал от супруги снять интимное видео. Под угрозами она сделала видео, где была обнажённой. В дальнейшем Салтанат ещё предпринимала неоднократные попытки уйти от мужа, но каждый раз возвращалась к нему. При этом, при всей патологической ревности к супруге, ей стало известно, что Бишимбаев изменял.
В результате побоев в октябре 2023 года у Салтанат произошло кровоизлияние в мозг, и к моменту гибели гематома перешла в стадию хронической.

## Убийство
По словам прокурора, супруги вечером 8 ноября 2023 года приехали на концерт в Астане российского певца Димы Билана, но из-за возникшей между ними ссоры покинули его, не дожидаясь окончания, и направились в ресторан BAU, где заняли VIP-зал и заказали игристое вино. В дальнейшем обвиняемый утверждал, что Нукенова была сильно пьяна, но судебная экспертиза в дальнейшем опровергла его утверждения: «такой уровень алкоголя в крови и моче не считается даже лёгким опьянением».
В ходе продолжавшейся ссоры Нукенова сказала, что устала от таких отношений и окончательно решила уйти от Бишимбаева. Об этом Салтанат также сообщила своему брату, сказав, что она приедет к нему ночевать. Куандык не отпустил её к брату, и они остались на территории ресторана.
Ссора разгорелась с новой силой, Бишимбаев стал попрекать супругу купленными ей вещами, на что она, раздевшись до нижнего белья, выбросила в зале всю остальную одежду и, со слов Бишимбаева, смыла в унитаз дорогие аксессуары. В ответ супруг стал избивать её кулаками с использованием обсценной лексики.
Около семи утра супруги вышли на парковку. Салтанат была одета в куртку мужа поверх нижнего белья. В состоянии сильнейшего алкогольного опьянения Бишимбаев не смог выехать из парковки и был остановлен охранником. Супруги вновь вернулись в ресторан. Неудача с машиной ещё сильнее разозлила Куандыка, и он руками и обутыми в осеннюю обувь ногами стал избивать супругу. При этом прокурор утверждает, что он бил целенаправленно по жизненно важным органам, а Бишимбаев уже на суде утверждал, что «никакой жизненно важный орган не пострадал», но в дальнейшем на суде он не смог объяснить, как это определил. Затем он за волосы затащил её в VIP-зал. Салтанат попыталась спрятаться в кабинке туалета, но супруг выломал дверь и стал её душить, из-за чего она потеряла сознание. Спустя какое-то время она очнулась, после чего Бишимбаев вновь стал бить её по голове и остановился лишь тогда, когда супруга перестала подавать признаки жизни. Сам Бишимбаев этот момент прокомментировал так, что Салтанат сама сильно упала лицом в унитаз, однако впоследствии эксперты опровергли и это его утверждение.
Видя, что супруга не приходит в сознание, он в 10:30 стал звонить гадалке, которая, по словам Куандыка, сказала, что она скоро очнётся. В итоге он не стал вызывать скорую помощь, а попросил брата привезти аспирин с кетоналом. Сама ясновидящая на суде утверждала, что посоветовала вызвать скорую или, если он боится огласки при обращении в государственные клиники, обратиться в частную. Также на суде стало известно, что 9 ноября, видя, что Нукенова не приходит в себя, Байжанов (родственник Бишимбаева) звонил Ерсултану Сарсенбаеву, который работает врачом-неонатологом и с которым они ранее познакомились. Ерсултан посоветовал вызвать скорую.
В 19:54 на пульт городской станции скорой медпомощи поступил вызов, приехавшие врачи констатировали смерть 31-летней женщины, хотя, по словам обвиняемого, врачи «делали реанимационные мероприятия».

### Арест и расследование
По подозрению в нанесении тяжкого вреда здоровью Бишимбаева задержали в этот же день, 9 ноября 2023 года, а 12 ноября суд вынес решение об аресте экс-министра. Также как соучастник был арестован его родственник и директор ресторана Бахытжан Байжанов.
15 ноября президент страны Касым-Жомарт Токаев провёл консультации с министром внутренних дел Ержаном Саденовым, генпрокурором Бериком Асыловым, председателем Верховного суда Асламбеком Мергалиевым и руководителями других профильных ведомств, где поручил им пресекать любое насилие против женщин и отметил, что закон должен быть един для всех; министру внутренних дел было поручено держать дело на особом контроле. 27 декабря президент взял дело под свой личный контроль и строго предупредил перечисленных руководителей о необходимости предотвращения фактов насилия в отношении женщин и детей.

## Суд
В начале января появилась информация об окончании досудебного расследования по факту убийства Салтанат Нукеновой.
Суд проходил с участием присяжных заседателей, об этом просил сам Бишимбаев. При этом были опасения, что на присяжных будет оказываться давление со стороны (угрозы, попытки подкупа), поэтому суд запретил снимать присяжных во время судебных заседаний. Также судью, ведущую дело Бишимбаева, из-за поступающих угроз взяли под охрану.
В свою очередь, сторона погибшей девушки настаивала на открытом процессе, так как опасалась влияния семьи Бишимбаевых на суд.
11 марта прошёл первый день предварительных слушаний по делу в отношении экс-министра Куандыка Бишимбаева, а 27 марта начался основной процесс с участием присяжных заседателей.
Большая часть процесса транслировались в суде в прямом эфире (в некоторых случаях по причине недопущения разглашения личных данных трансляция не велась) и была доступна на ютуб-канале Верховного суда Казахстана.
Прения сторон в суде завершились 6 мая, и подсудимые выступили с последним словом, на котором Бишимбаев обвинил СМИ и соцсети в развёрнутой кампании против него.
13 мая был оглашён приговор по делу Бишимбаева. Его приговорили к 24 годам лишения свободы, Байжанова приговорили к 4 годам.

### Обвинения
Куандыку Бишимбаеву предъявили обвинение по двум статьям:
- п. 5, ч. 2 ст. 99 УК РК «Убийство с особой жестокостью», которая предусматривает лишение свободы на срок от 15 до 20 лет либо пожизненное заключение[33];
- п. 1, ч. 2 ст. 110 УК РК «Истязание».

Бахытжану Байжанову — директору «Гастроцентра» и четвероюродному брату Бишимбаева — предъявили обвинение также по двум статьям:
- ст. 432 УК РК «Укрывательство особо тяжкого преступления»;
- ст. 434 УК РК «Недонесение о преступлении». Впоследствии прокурор отказался от этого обвинения, против чего стороны не стали возражать[34].

По версии следствия, Байжанов по просьбе Бишимбаева отвёз телефон умирающей Салтанат домой, чтобы её родственники не узнали, где она находится по геолокации, и приказал ему выключить камеры наблюдения ресторана и удалить имеющиеся записи.
Адвокаты Бишимбаева просили переквалифицировать обвинение: с пункта 5 части 2 статьи 99 («Убийство, совершённое с особой жестокостью») и пункта 1 части 2 статьи 110 Уголовного кодекса («Истязание») на часть 3 статьи 106 — «Умышленное причинение тяжкого вреда здоровью, повлекшее по неосторожности смерть потерпевшего»

### Заключения судмедэкспертизы и иные доказательства
Согласно заключению судебно-медицинской экспертизы, Нукенова умерла в результате закрытой черепно-мозговой травмы. У неё был сломан нос, на голове были выявлены множественные кровоподтеки и повреждения.
Также экспертиза опровергла утверждения Бишимбаева о том, что девушка была пьяна (или под воздействием иных наркотических, лекарственных и психотропных веществ), и то, что она по неосторожности, упав на унитаз, смогла сама себе нанести такие травмы. При этом смерть была результатом всей совокупности полученных травм, а не какой-то одной, что в медицине рассматривается как одна единая травма, приведшая к смерти, без выделения отдельных ссадин или гематом. Для демонстрации нанесённых травм в суде был предъявлен манекен в виде головы человека, где разными цветами были отражены кровоподтёки и ссадины, при этом эксперт заявил, что кроме внешних травм были и многочисленные дополнительные внутренние кровоизлияния. Также, согласно выводам эксперта, у Нукеновой была многочасовая предсмертная агония.
Гособвинение обнародовало в суде сохранившиеся видеозаписи с камер наблюдения (часть из них не была удалена сотрудниками ресторана). «Бишимбаев берет за волосы Нукенову, пинает ногами, затем бьёт по лицу. Далее пытается завести её в VIP-кабинку», — прокомментировал видео прокурор.

#### Записи со смартфона Бишимбаева
Смартфон Бишимбаева был признан важной уликой, однако очень долго сторона защиты отказывалась давать код разблокировки под предлогом того, что «опасается, что выполнение такого требования суда не исключает доступа посторонних лиц для удаления и корректировки содержимого телефона», на что судья заявила, что не признаёт доводы защитника Бишимбаева обоснованными. Однако впоследствии, обвиняемый согласился дать пароль от телефона суду, когда судья Айжан Кульбаева приняла решение, что фото могут видеть только присяжные и представители сторон в зале суда.
После просмотра видео с телефона присяжными и стороной потерпевшей, Куандык отказался признавать подлинность видео, заявив, что оно было смонтировано с накладкой его голоса и после загружено на его телефон. Однако позже он всё же подтвердил что видео снимал он. При просмотре видео брат Салтанат Айтбек Амангельды заплакал, также плакали все женщины присяжные, некоторым стало плохо, понадобилась помощь медиков.
На девяти видео, снятых в временном промежутке с 06:43 до 08:24, 9 ноября 2023 года, Бишимбаев избивает Салтанат Нукенову, принуждая признаться в интимной связи с Раимбеком Баталовым, известным бизнесменом в Казахстане. Салтанат отрицает слова, и лишь ближе к концу избиения, измученным голосом соглашается со всем, что говорит Бишимбаев.
Видео со смартфона Бишимбаева стало основной уликой против него, доказав обвинение и полностью опровергнув его версию произошедшего. Данное заседание называют поворотным и кульминационным моментом в суде.
На последних видео Салтанат ложится на диван, при этом на подбородке еще нет щелевидной раны размером 2 х 0,4 см, а также на лбу нет выступающей гематомы, ставшей смертельной, что доказывает, что данные телесные поверждения были нанесены уже после и являются убийством.

### Заявления сторон и свидетеля
На суде в первый день на вопрос о семейном положении Бишимбаев заявил, что «холост» и свою вину он не признаёт. Он извинился перед семьей Салтанат и заявил, что не совершал умышленного убийства с особой жестокостью.
Байжанов также извинился перед семьёй погибшей, по его словам он не знал, что Салтанат находится в смертельном состоянии. Также он извинился за то, что знал, что его брат [Бишимбаев] всё время избивал жену, но по его словам — «казахский менталитет не позволял мне вмешиваться в чьи-то семейные дела». Подсудимый заявил, что сожалеет о «своих действиях и бездействии».
В ходе суда Байжанов заявил о давлении в СИЗО на него со стороны Бишимбаева, однако позже прокуратура не подтвердила этот факт.
На суде была допрошена ясновидящая (на суде она назвала себя тарологом). Первоначально она просила суд допросить её в закрытом режиме, так как по её словам. она опасается преследования и угроз. Суд частично удовлетворил её просьбу: на время допроса была отключена трансляция заседания в интернете, а также допрос был без оглашения личных данных. Она заявила, что посоветовала Бишимбаеву вызвать скорую, однако адвокаты потерпевшей стороны обратили внимание, что при первичном допросе никаких упоминаний о скорой помощи не было. Отсутствие упоминания этого подтвердил и Бахытжан, который во время разговора был рядом с Бишимбаевым.

#### Стратегия защиты
Бишимбаев выбрал стратегию очернения супруги, основная линия защиты состояла в утверждении, что большинство травм она нанесла себе сама. В своем выступлении в суде Бишимбаев охарактеризовал свою покойную супругу, находившуюся в гражданском браке, как вспыльчивую женщину, которая вечно кричала от ревности и имела проблемы с алкоголем.
Правозащитник Молдир Албан говорит, что историю о том, что «женщина сама виновата», часто рассказывают во время судебных заседаний по делам о насилии в отношении женщин.
Ещё одной попыткой снять ответственность с обвиняемого стали заявления, что убитая погибла не от побоев, а от гематомы, которая была у неё давно. Экспертиза показала, что это не так, но гематома в мозге имела место от побоев ранее.
Бишимбаев сделал несколько противоречащих друг другу заявлений, что, с одной стороны, он «не бил по жизненно важным органам», а с другой, что не имеет медицинского образования и не мог знать, что его побои задели жизненно важные органы. С его стороны также были попытки оспорить судебно-медицинские заключения.

### Освещение в СМИ
26 марта 2024 года на фоне общественного интереса, Верховный суд решил организовать открытые онлайн-трансляции судебных заседаний по делу; 4 октября действующий президент страны Касым-Жомарт Токаев оценил, что трансляции заседаний: вызывают доверие к судебной системе, увеличили требования к судьям и прокурорам, повышают правовую грамотность. 31 марта 2025 года издание Zakon.kz назвало дело Бишимбаева главным судебным процессом 2024 года, отметив, что его трансляции в видеохостинге YouTube достигли 20 млн просмотров. Однако, председатель коллегии по уголовным делам Верховного суда Назгуль Рахметуллина указала, что судебное разбирательство — это всё-таки не шоу; а транслировать дела нужно для профилактики преступлений.
Кроме Казахстана, процесс также широко освещался мировыми изданиям, такими как Reuters, BBC, Deutsche Welle, Delfi, а также крупными российскими СМИ и блогерами.
В соцсетях было опубликовано несколько постов, авторы которых, известные блогеры, заявляли о том, что в деле о смерти Нукеновой не всё однозначно. Часть общественности расценила это как организованную кампанию по «оправданию» экс-министра.
Журналисты неоднократно отмечали, во время оглашения результатов судебно-медицинской экспертизы или просмотре видео с телефонов подсудимого и убитой, сильнейшие эмоциональные реакции людей: «люди в зале суда слушали, едва сдерживая слёзы», закрывали от происходящего ужаса на экране глаза или рот и даже адвокату обвиняемого «стало не по себе».

## Приговор и связанные судебные решения
13 мая 2024 года Куандыка Бишимбаева признали виновным в убийстве с особой жестокостью и истязании, и приговорили к 24 годам колонии строгого режима. Также его обязали выплатить в пользу государства судебные издержки в сумме 2,3 млн тенге и компенсацию семье пострадавшей в размере 103 500 тенге. Во время вынесения приговора суд учёл смягчающие обстоятельства — наличие у Бишимбаева несовершеннолетних детей. Отягчающим обстоятельством при вынесении приговора был признан рецидив (учитывалось, что у экс-министра национальной экономики ранее уже была судимость) и совершение преступления в состоянии алкогольного опьянения.
Бахытжану Байжанову было назначено четыре года тюрьмы.
Сторона обвинения в целом согласилась с приговором, хотя чуть раньше отец убитой заявлял, что не согласится с любым сроком для Бишимбаева, кроме пожизненного.
Попытка обжалования приговора
26 июня городской суд Астаны, рассмотрев апелляционные жалобы адвокатов осужденных, оставил приговор без изменений. Изучив материалы дела, апелляционная коллегия не нашла нарушений при формировании состава присяжных и их возможной предубеждённости. Постановление горсуда могло быть обжаловано в кассационном порядке.
26 августа осужденный Байжанов отозвал свою ранее поданную жалобу в кассационную коллегию Верховного суда Казахстана, сторона Бишимбаева соответствующей жалобы не подавала. Однако, казахстанское законодательство позволяет осуждённым подать кассационные жалобы в любой момент без срока давности.

### Взыскание морального вреда и судебных издержек
26 сентября 2024 года Межрайонный суд по гражданским делам города Астаны, на основании вступившего в силу вышеуказанного приговора, взыскал с осуждённого Бишибаева в пользу брата убитой Айтбека Амангельды моральный вред в размере 10 млн и юридические издержки в размере 6,88 млн тенге; родители Нукеновой от соответствующих взысканий отказались. В апелляционной жалобе Амангельды просил увеличить сумму взысканного морального ущерба до 1,5 миллиардов тенге; однако, 27 ноября апелляционная коллегия оставила решение первой инстанции без изменений. 17 марта 2025 года стало известно, что брат убитой обратился в Верховный суд страны.
Ранее, адвокат Амангельды Жанна Уразбахова сообщила — цель иска в том, что осужденный не сможет получить условно-досрочное освобождение без выплаты взысканий.

### Попытка лишения Бишимбаева родительских прав
27 сентября 2024 года бывшая официальная супруга Бишимбаева Назым Кахарман сообщила, что проиграла суд первой инстанции о лишении Куандыка родительских прав; Казарман и её адвокат Мадина Уатбекова в соответствующем иске указали два аргумента — убийство Бишимбаевым члена семьи и психическое насилие над детьми. Однако, и суд, и прокуратура по первому аргументу пришли к выводу — убитая Нукенова не состояла с осуждённым в официальном браке, и, следовательно, не является членом семьи. А 12 ноября 2024 года апелляционная судебная коллегия г. Астаны пришла к выводу, что нет оснований по закону лишать осуждённого родительских прав, и оставила решение суда первой инстанции без изменений. Но при этом, Бишимбаев выдал Кахарман согласия на изменение фамилии и выезд детей за границу, будучи подключённым к процессу онлайн из колонии.

## Связанное дело о покушении на мошенничество
21 июня 2024 года Антикоррупционная служба Казахстана сообщила, что по заявлению родственников Бишимбаева проводится досудебное расследование в отношении жительницы столицы Астаны гражданки Г., которая путём обмана, под предлогом смягчении приговора Бишимбаеву, пыталась завладеть денежной суммой в размере 100 миллионов тенге.
28 октября в Астане судом с участием присяжных, за мошенничество и подстрекательство матери Бишимбаева якобы к даче взятки была осуждена, ранее арестованная, Людмила Грачёва сроком на 10 лет лишения свободы с пожизненным запретом работы на госслужбе, в Нацбанке, финорганизациях и других ведомствах. Сама Грачёва вину не признала, и сообщила, что хотела раскрыть преступление Бишимбаева, которое он якобы совершил в 1995 году, она утверждала, что Бишимбаев на автомобиле сбил ребёнка, но наказание за это не понес, потому что вместо него вину на себя взял другой человек. Подтвердить свои слова доказательствами о совершенном ДТП она не смогла, а прокурор, участвовавший в суде, заявил, что ее рассказ полностью выдуман. 28 ноября апелляционная инстанция оставила приговор Грачёвой без изменений.

## Отбытие наказания и оценки дела
Отбывая наказание в колонии, Бишимбаев принимает участие в спортивных мероприятиях, на День конституции 30 августа 2024 года занял первое место в шахматах. 19 октября, на день столетия со дня рождения участника ВОВ Рахимжана Кошкарбаева, во время штурма Рейхстага в числе первых водрузившего красный флаг у главного входа Рейхстага, Бишимбаев рассказал о его жизни.
11 ноября Комитет уголовно-исполнительной системы МВД Казахстана опроверг ранее распространённые сообщения о побеге Бишимбаева из мест лишения свободы; подтвердив, что осуждённый находится в колонии максимальной безопасности (строгого режима) — учреждении № 5 г. Степногорск Акмолинской области. Также в КУИС сообщили, что по факту распространения ложной информации уже возбуждено уголовное дело, и виновные будут привлечены к ответственности. Факт нахождения в заключении Бишимбаева подтвердился 12 ноября, его онлайн подключением из колонии к процессу о родительских правах, который он выиграл.
В один из дней декабря, ночью Бишимбаев принял таблетку от зубной боли в помещении для приёма пищи; за что, задним числом, получил взыскание от администрации колонии, хотя другие осуждённые свободно перемещаются там в это время. В итоге, осуждённый не получил поощрения, и 6 февраля 2025 года Куандык подал в суд на администрацию колонии.

## Последствия
Гибель 31-летней Салтанат Нукеновой спровоцировала процесс усиления дискуссий в казахстанском обществе относительно распространённости насилия в отношении женщин. Правозащитники говорят о продолжающемся в Казахстане «фемициде на всех уровнях». Прошли десятки митингов, посвящённых проблеме домашнего насилия, в том числе за пределами Казахстана. Отдельное возмущение и негодование вызвало непризнание своей вины Бишимбаевым.
15 апреля 2024 года сообщили о проведении в Алматы «Вечера (НЕ) молчания» памяти Салтанат Нукеновой и всех жертв семейно-бытового насилия. Собранные от мероприятия средства направили на поддержку фондов «Феминита» и «НеМолчи», которые занимаются защитой прав женщин и детей в Казахстане. Соорганизатор вечера Асемгуль Ибраева заявила, что резонансное дело стало точкой невозврата для всего фем-сообщества в стране.
31 мая российский музыкальный исполнитель и продюсер Максим Фадеев представил композицию Salta памяти убитой.
9 ноября 2024 года, в годовщину гибели Салтанат, команда инфопортала Informburo представила документальный фильм «Салтанат. Одна жизнь — тысяча судеб» авторства Сабины Торгаевой. Фильм рассказывает как история Нукеновой повлияла на казахстанское общество и законодательство, мотивировала женщин заявить о домашнем насилии. В фильме приняли участие семья убитой, их адвокаты Жанна Уразбахова и Алия Омарова, депутат Асхат Аймагамбетов и социолог Серик Бейсембаев.

### Закон Салтанат
Ранее, в 2017 году в Казахстане декриминализировали домашнее насилие, поскольку власти считали — женщины не обращаются в полицию из-за страха посадить своих мужей в тюрьму. Однако после изменений количество преступлений возросло, а расследования и помощь пострадавшим остались на низком уровне. И до убийства Салтанат в обществе запускали петиции, выходили на митинги с требованием ужесточить наказание за насилие в семье, но на протяжении семи лет власти не принимали мер для этого.
Убийство Нукеновой запустило кампанию «Письма в Сенат», граждане направляли письма на имя председателя палаты Маулена Ашимбаева с просьбой пересмотреть проект закона о защите прав женщин и безопасности детей. Документ, среди прочего, предусматривает уголовную ответственность виновных в домашнем насилии и пожизненное лишение свободы за педофилию. Обращения направили уже больше пяти тысяч человек. Через неделю после начала предвыборной кампании депутаты в двух чтениях одобрили законопроект, который в народе получил название «Закон Салтанат».
11 апреля 2024 года (в день рождения Бишимбаева) парламент принял закон, а 15 апреля его подписал президент, однако принятые изменения в законодательстве совершенно не те, что требовали активисты: данный вид преступления лишь перенесли в уголовный кодекс Казахстана и увеличили штрафы (которые всё равно платятся из семейного бюджета), но сроки наказания остались прежними. Документ предполагает создание в стране центров поддержки семьи для помощи пострадавшим от насилия. Но также высказывается скепсис, что в целом ситуация с домашнем насилием кардинально изменится и власти в реальности хотят что-то менять в стране в этой сфере.

### Дискуссия о коррупции и протекционизме
В 2019 году президент Нурсултан Назарбаев помиловал Бишимбаева, когда он не отсидел и трети срока. «Дело Бишимбаева — это собирательный образ коррупции, протекционизма и безнаказанности», — сказала Айгуль Алиясова, эксперт по СМИ и коммуникациям, волонтёр, занимающаяся освещением в СМИ случаев насилия над женщинами. Основатель ненасильственного фонда SVET Молдир Албан назвал Бишимбаева «золотым мальчиком» и заявил, что Салтанат была бы жива, если бы он сидел в тюрьме.
При этом эксперты полагают, что такое общественное внимание к процессу политически безопасно, поскольку в этом суде в качестве обвиняемого участвует чиновник «старого Казахстана» (то есть тот, кого «продвигал» ещё Нурсултан Назарбаев), а само уголовное дело не имеет никакого отношения к политике и при этом может отвлечь внимание от иных проблем.

### Фонд памяти убитой
В декабре 2023 года брат убитой Айтбек Амангельды основал волонтёрскую сеть помощи жертвам бытового насилия; за 9 месяцев работы волонтёрам из числа юристов, психологов и других специалистов, общей численностью более 3 тысяч человек, удалось оказать поддержку более 1,5 тысячи женщин. Кроме работы специалистов, сеть помогает с переездами, реальным обеспечением, беременным.
1 мая брат Амангельды заявил об инициативе создания «Фонда памяти Салтанат Нукеновой», который является наследием Салтанат и его создание стало логическом шагом в борьбе за справедливость и в помощи пострадавшим от бытового насилия. При этом, фонд не будет собирать пожертвования физлиц.
11 мая фонд высадил аллею памяти Салтанат и всех жертв бытового насилия в Казахстане из порядка 100 деревьев; высадка прошла на территории строящегося таунхауса за окраиной Астаны. Изначально высадка планировалась в парке «Ғашықтар», но была отменена акиматом города.
Запланированный фондом на 15 мая концерт памяти Нукеновой в Алматы был отменён по причинам не найденного зала проведения и отсутствия регистрации фонда. 12 ноября, получив 7 отказов министерства юстиции в официальной регистрации фонда как юрлица, Амангельды приобрёл существующий фонд и начал необходимые действия для смены названия, установления вида деятельности и прочего.